# Vreeswijk
Vreeswijk est un ancien village et une ancienne commune néerlandaise de la province d'Utrecht.
Le 1er juillet 1971, Jutphaas et Vreeswijk fusionnent pour former la nouvelle commune de Nieuwegein. À partir de cette date, Vreeswijk disparaît également une localité à part entière ; comme Jutphaas, le village est intégré dans la nouvelle zone urbaine de Nieuwegein.
En 1840, la commune comptait 124 maisons et 1 143 habitants. Le village était situé sur le Lek.

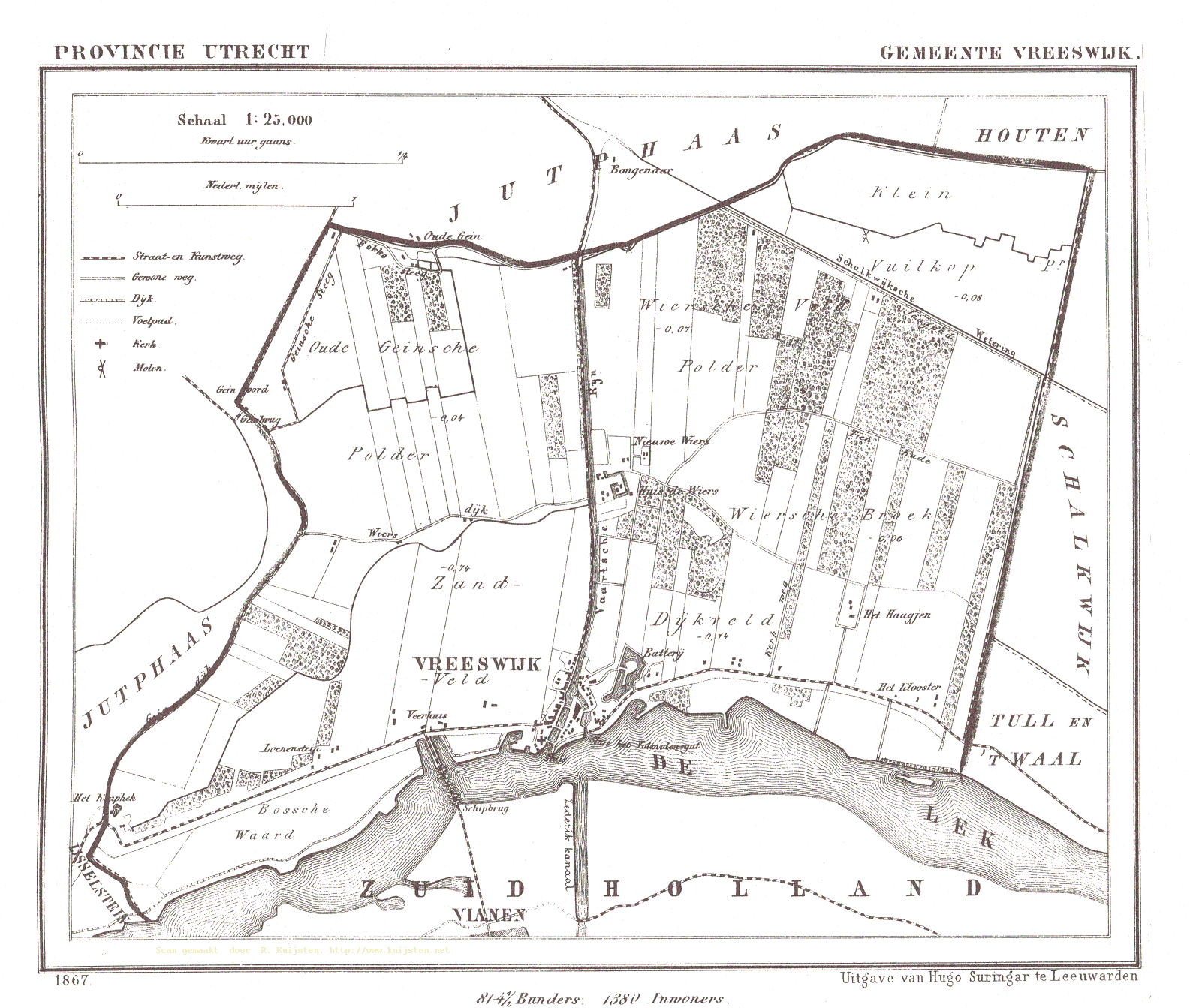
Carte de Vreeswijk en 1867